# Цешанув
Цешанув (пол. Cieszanów, рус. Чесанов или Тешанов, укр. Тішанів или Цішанів или Чесанів) — город в Польше, входит в Подкарпатское воеводство, Любачувский повят. Имеет статус городско-сельской гмины. Занимает площадь 15,09 км². Население — 1902 человека (на 2006 год).

## История
Город основан в 14 мая 1590 года.

### В Польской Республике
С 23 декабря 1920 года до 1922 года — во Львовском воеводстве Польской Республики. Центр Цешанувского повята. В 1922 году центр повята перенесён в Любачув.

## Известные люди

### Уроженцы
- Карманский, Пётр Сильвестрович (1878—1956) — украинский поэт и переводчик.
- Харевичева, Луция

### Связанные с городом
- Шпонтак, Иван Иванович (1919—1989) — украинский националист, сотник УПА, 4 мая 1944 года организовал нападение УПА на город, в ходе которого погибло несколько поляков.

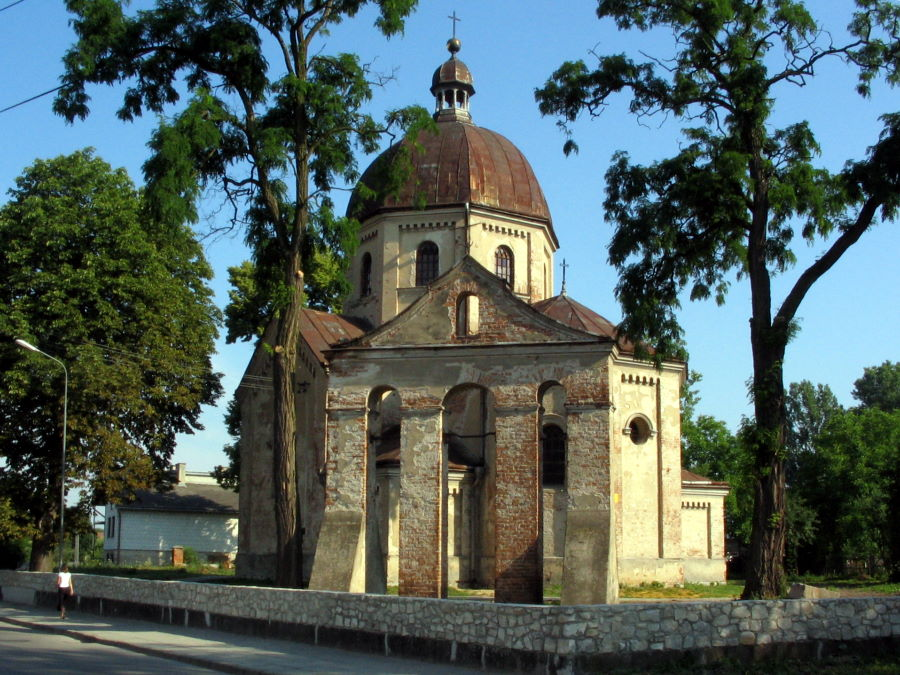
Церковь св. Георгия
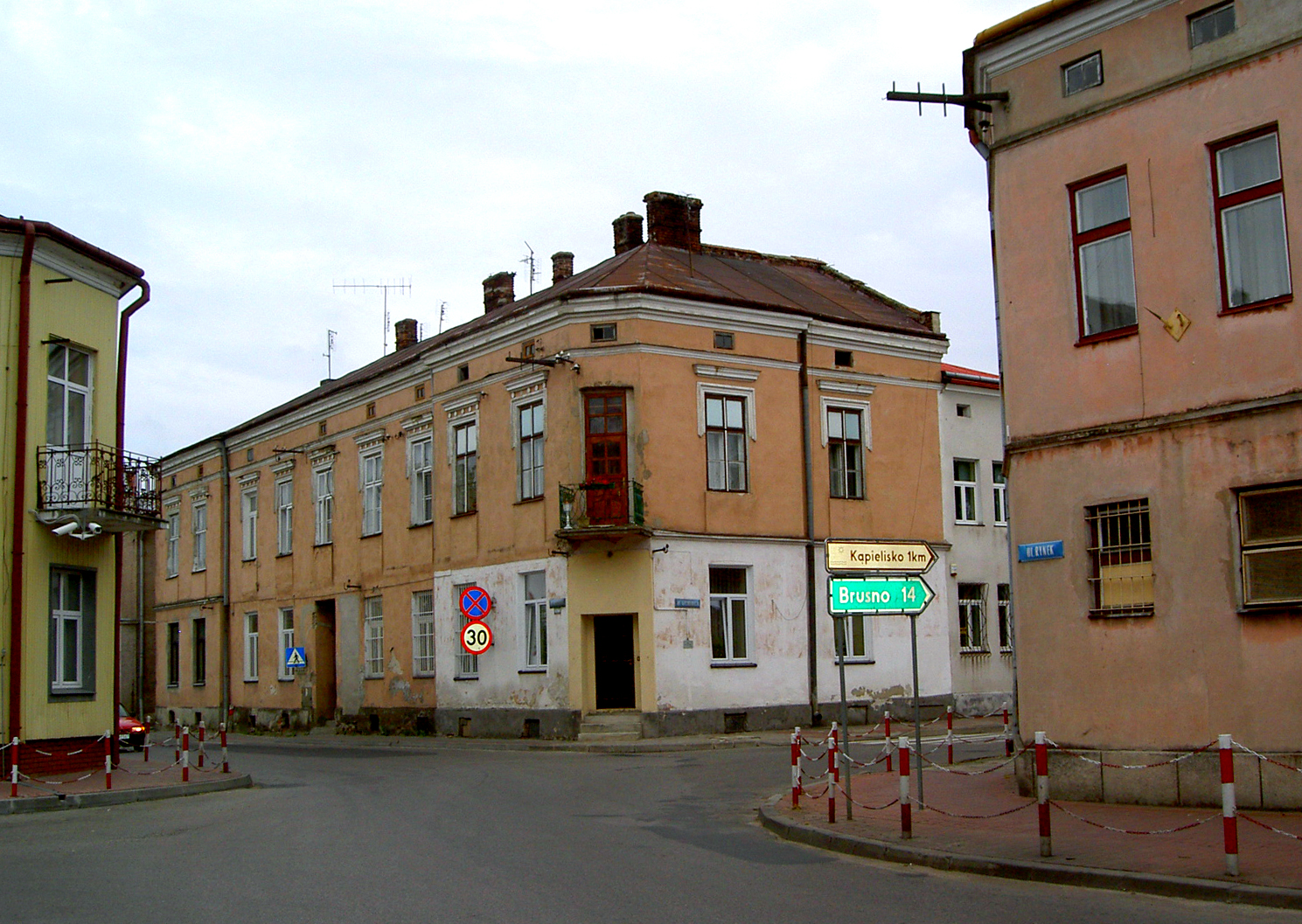
Центр